# Fredrik Österling
Fredrik Österling, född i Gällivare 12 februari 1966 är en svensk konserthuschef, tonsättare och författare.
Fredrik Österling är utbildad vid Musikhögskolan vid Örebro universitet samt vid Musikhögskolan i Göteborg. 
Han arbetade under några år som utredningssekreterare och ämnessakkunnig i musik/opera på Kulturdepartementet. Var sekreterare för den statliga  orkesterutredningen - Den professionella orkesterverksamheten i Sverige (SOU 2006:34) som hade i uppdrag att utreda svenska orkestrars villkor och finansiering. Österling ägnade därefter några år med att arbeta för musikerna som organisationsansvarig och förbundssekreterare i Svenska Musikerförbundet. Därefter skrev Österling två större rapporter i uppdrag för Konstnärsnämnden och Kungliga Operan. Den förra rörde Komponisternas ekonomiska, sociala och konstnärliga villkor, den senare rörde Kungliga Operans nationalscensuppdrag.  
Som VD för Stockholms Läns Blåsarsymfoniker förhandlade Österling fram en lösning på orkesterns och Länsmusikens lokalbehov med Statens fastighetsverk. Orkestern kunde då flytta in i konserthuset vid Nybrokajen 11, som i samband med detta döptes till "Musikaliska". Under denna period och under devisen "Skippa helskägg", genomfördes en helt jämställd orkestersäsong på Österlings initiativ. 
Efter en kortare sejour som Kulturskolechef i Södertälje verkade Österling som chef för Helsingborgs Konserthus och Symfoniorkester under åren 2016-2021.

## Operor
- Näktergalen och rosen, premiär 1990 på Lillan i Göteborg, andra uppsättning premiär i Uppsala 1992. Libretto: Iwar Bergkwist
- Orfeus död, premiär 1992 i Göteborg, komponerad till invigningen av Artisten i Gbg. Libretto: Johan Österling
- Yggdrasil, dansopera, premiär 2000 i Falkenberg, därefter spelad i Skövde samt på Göteborgsoperans lilla scen Kgl operans lilla scen. Libretto: Hans Berndtsson
- Inför kvinnan ställd, kortopera, premiär 2001 i Skövde. Libretto: Frans G Bengtsson/Österling
- Elin/Helena, kyrkoopera, premiär 2001 i Skövde. Libretto: Fredrik Österling
- Sauna Subtil, opera i en akt, premiär 2001 på Operahögskolan i Göteborg. Libretto: Fredrik Österling
- Ruttna människor, opera i en akt, premiär 2002 på teater Peró, med studenter från operahögskolan i Stockholm. Libretto: Fredrik Österling
- Shit också premiär 2007  på Folkoperan. Libretto: Manuel Cubas
- Näsflöjten, kulturpolitisk operett, premiär 2009 i Vadstena. Därefter turné i norrbotten. Libretto: Magnus Lindman
- ”Poetissan från Aareavaara - Paradisets Barn” ,musikteater om den mytomspunna Korpelarörelsen med libretto av Bengt Pohjanen och Carina Henriksson, urpremiär på Festspelen i Piteå 2022